# باشگاه فوتبال والدهوف مانهایم
باشگاه فوتبال والدهوف مانهایم (به انگلیسی: SV Waldhof Mannheim)یک باشگاه فوتبال در شهر مانهایم، آلمان است که در سال ۱۹۰۷ تأسیس شده‌است.. 
تیم فوتبال والدهوف مانهایم حالا به دنبال صعود به لیگ دسته دوم آلمان میگردد و برای این امر کادر مربیگری جوان و با انگیزه ای را از ایران برای فصل پیش رو انتخاب کرده است که به شرح زیر است:
علی نقیان فشارکی (سرمربی) ، پارسا سنونی (مربی) ، فواد داور (مسئول خرید بازیکن) ، حسام الدین بهنیافر (مسئول استعدادیابی) ، حسام یاورنیا (آنالیزور) ، محمد عزیزیان (مسئول شروع مجدد ها و ضربان آزاد) ، آرمین سپهرمنش (یونانی) (مسئول افزایش سطح کیفی بازیکنان)